# The Kids Aren't Alright
Singles de The Offspring
Pretty Fly (for a White Guy) Feelings
The Kids Aren't Alright est le troisième single de The Offspring provenant de l'album Americana. Son titre fait référence à la chanson du groupe de rock britannique The Who, The Kids Are Alright.

## Liste des titres
1. The Kids Aren't Alright
2. Pretty Fly (for a White Guy) (live)
3. Walla Walla (live)

Quelques versions contiennent Pretty Fly (for a White Guy), d'autres, Why Don't You Get a Job?.

## Sens des paroles de la chanson
Les paroles s'inspirent d'une visite de Dexter Holland chez ses anciens voisins, à Garden Grove dans le comté d'Orange en Californie. Voyant que ses anciens amis ont tous subi de terribles tragédies (accidents de voiture, dépressions nerveuses, suicides, …), il écrit cette chanson racontant les détails des vies ruinées d'un groupe d'amis d'enfance. Les quatre enfants — Jamie, Mark, Jay, et Brandon — avaient en effet tous la chance de vivre des vies extraordinaires mais chacun d'entre eux finit par négliger cette chance en changeant de mode de vie. Jamie est tombée enceinte et a quitté l'école pour élever son enfant, Mark a passé sa vie à la maison en jouant de la guitare et fumant de la marijuana, Jay s'est suicidé et Brandon est mort d'une overdose.
Cela relate parfaitement le but de l'album : mettre le doigt sur les réalités dérangeantes de la vie aux États-Unis.

## Versions alternatives
Une version live apparaît sur le single Hit That. Cette version provient d'un concert enregistré pour la BBC Radio 1.